# Xã Clay, Quận Shelby, Iowa
Xã Clay (tiếng Anh: Clay Township) là một xã thuộc quận Shelby, tiểu bang Iowa, Hoa Kỳ. Năm 2010, dân số của xã này là 933 người.